# Mill Ruins Park
Koordinaten: 44° 58′ 49,29″ N, 93° 15′ 28,16″ W
| Mill Ruins Park |

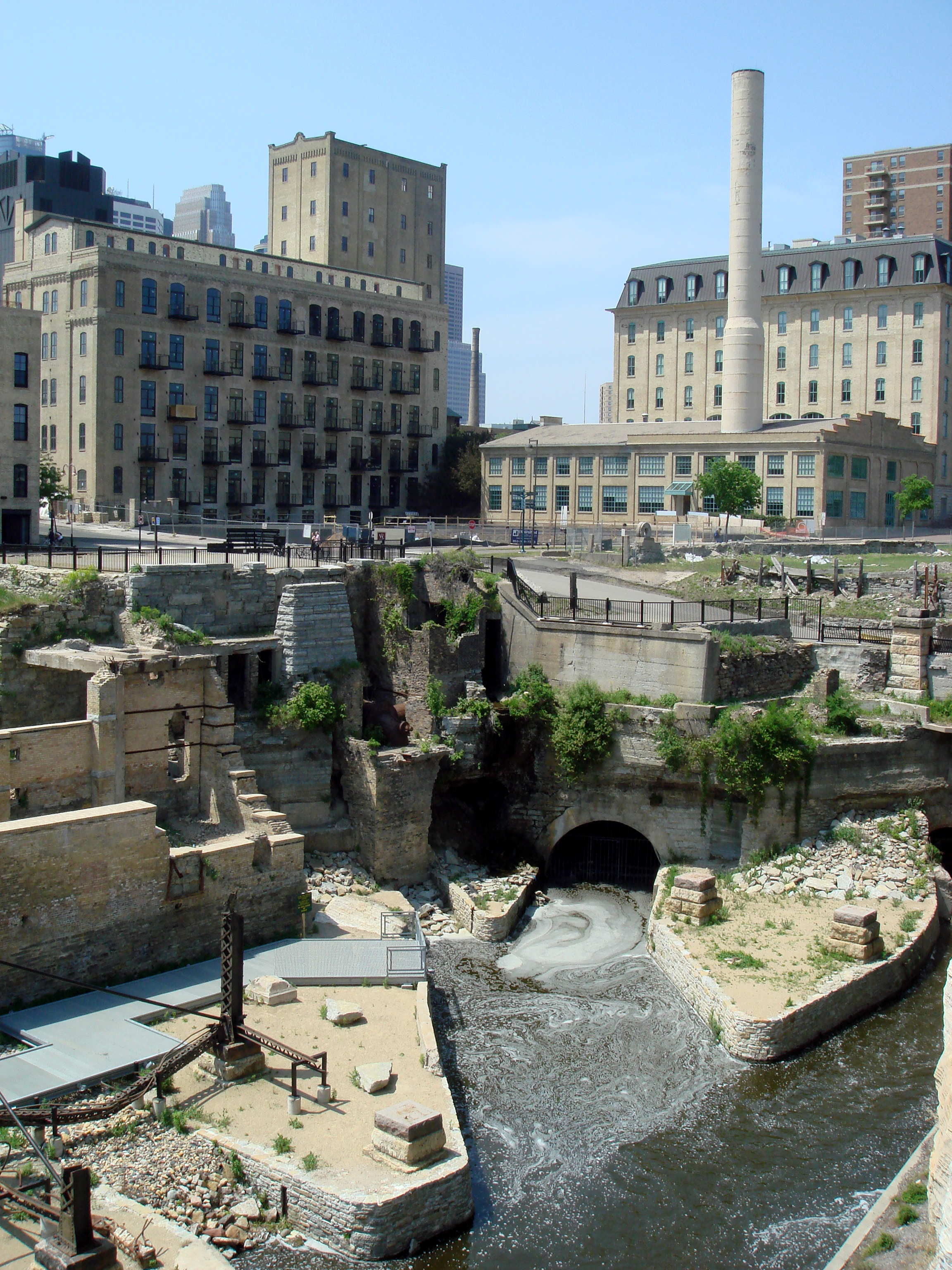
Einige der ursprünglichen Mühlen oberhalb des Parks wurden zu Eigentumswohnungen und modernen Büros umgebaut

Mill Ruins Park ist ein Park im Zentrum von Minneapolis, Minnesota, auf der westlichen Seite der Saint-Anthony-Fälle des Mississippi Rivers. Der Park verdeutlicht die Geschichte der Getreidemühlen in Minneapolis und zeigt die Ruinen von mehreren verlassenen Getreidemühlen.
Der Park ist das Ergebnis einer archäologischen Studie des Saint Anthony Falls Historic Districts, der seit 1971 im National Register of Historic Places eingeschrieben ist. Im Jahre 1983 war erwogen worden, den West River Parkway entlang des westlichen Ufers am Mississippi River im Zentrum von Minneapolis zu erweitern. Der damalige County-Archäologe Scott Anfinson der Minnesota Historical Society entwickelte einen Vorschlag, um die archäologischen Fundstellen entlang der Strecke am Flussufer zugänglich zu machen. Eine Reihe von Versuchsgrabungen enthüllte eine große Vielfalt von Stellen, die verschiedene interessante Objekte enthielten. In der Umgebung von Bassett's Creek fand man die Fundamente von zwei Sägemühlen und eines Lokomotivschuppen, während die Untersuchung in der Nähe der Hennepin Avenue die Grundsteine des Great Northern Railway Union Depots und die Turmfundamente der ersten und zweiten Hennepin Avenue Bridge zu Tage brachten. Im Mühlenviertel fanden die Archäologen Hinweise, dass noch weitreichende Reste der Mühlenfundamente und des Kanalsystems existieren, dass die Wasserkraft zuführte.

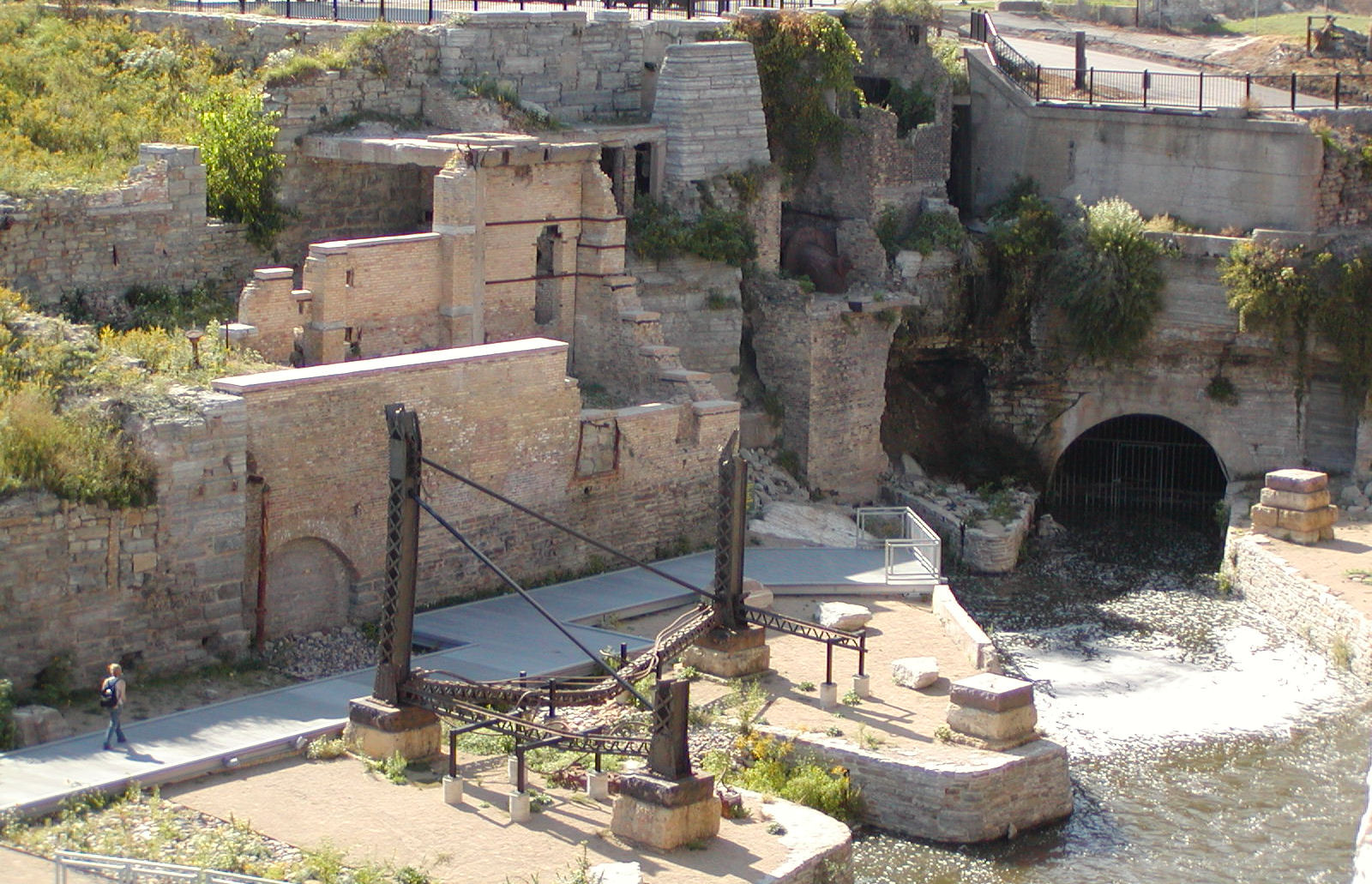
Einige der freigelegten Fundamente

 Der Beginn der archäologischen Untersuchungen in den 1980er Jahren diente dazu, die Ruinen vor der vollkommenen Zerstörung zu bewahren, die diesen infolge des Straßenbauprojektes drohte. Später, in den 1990er Jahren richtete sich das Augenmerk von den Umwelteinflüssen weg hin zur Verfügbarkeit der Ruinen zum Zwecke der Darstellung ihres Wertes. Alle Ruinen wurden für die Öffentlichkeit zugänglich gemacht und das Ziel war, Werte für Bildung, Tourismus und die kommerzielle Entwicklung des Areals zu schaffen. Die Ausgrabungen für den Mill Ruins Park begannen 1998 und dauerten bis 2001 an. Die Arbeiten beinhalteten auch die Stabilisierung der Überreste der im Jahr 1991 abgebrannten Washburn A Mill, die ein Teil des Mill City Museums wurde.
Gemeinsam mit den Überresten mehrerer Mühlen und anderen Industriebauten, sind in dem Park auch zwei steinerne Pfeiler und mehrere Eisenträger einer Stahlfachwerkkonstruktion der Minneapolis Eastern Railroad erhalten. Die Führung des Unterwassers des Wasserkraftkanals ist auch deutlich sichtbar und der Durchfluss des Wassers wurde in dem Kanal wiederhergestellt. Schilder auf den Gehwegen erklären die Ruinen und die Geschichte des Geländes.